# الغابون (لبنان)
الغابون هي قرية لبنانية من قرى قضاء عاليه في محافظة جبل لبنان.
تبعد الغابون 26 كلم عن بيروت عاصمة لبنان. ترتفع 630م عن سطح البحر وتمتد على مساحة 212 هكتاراً.